# Special Forces Support Group
Le Groupe de soutien des forces spéciales (ou Special Forces Support Group - SFSG ) est une unité des Forces armées britanniques. Le SFSG est le plus récent ajout aux forces spéciales du Royaume-Uni. Il a été officiellement créé le 3 avril 2006 pour fournir une infanterie spécialisée et d'autres soutiens au Special Air Service, au Special Reconnaissance Regiment ainsi qu'au Special Boat Service pour leurs opérations. Le groupe est formé d'entité du 1st Battalion Parachute Regiment (1 PARA), un groupe tactique des Royal Marines et une compagnie de personnel du RAF Regiment issus du 2e Escadron ainsi que des JTAC et TACP du régiment de la RAF. Le SFSG peut fournir une puissance de feu supplémentaire terrestre ou aérienne pour remplir sa mission.
Le SFSG agit également en tant que force d'opposition pendant la phase SERE de la sélection des forces spéciales. En outre, le SFSG fournit également des compagnies formé en contre-terrorisme (CT) par rotation pour soutenir les escadrons SAS ou SBS.

## Histoire

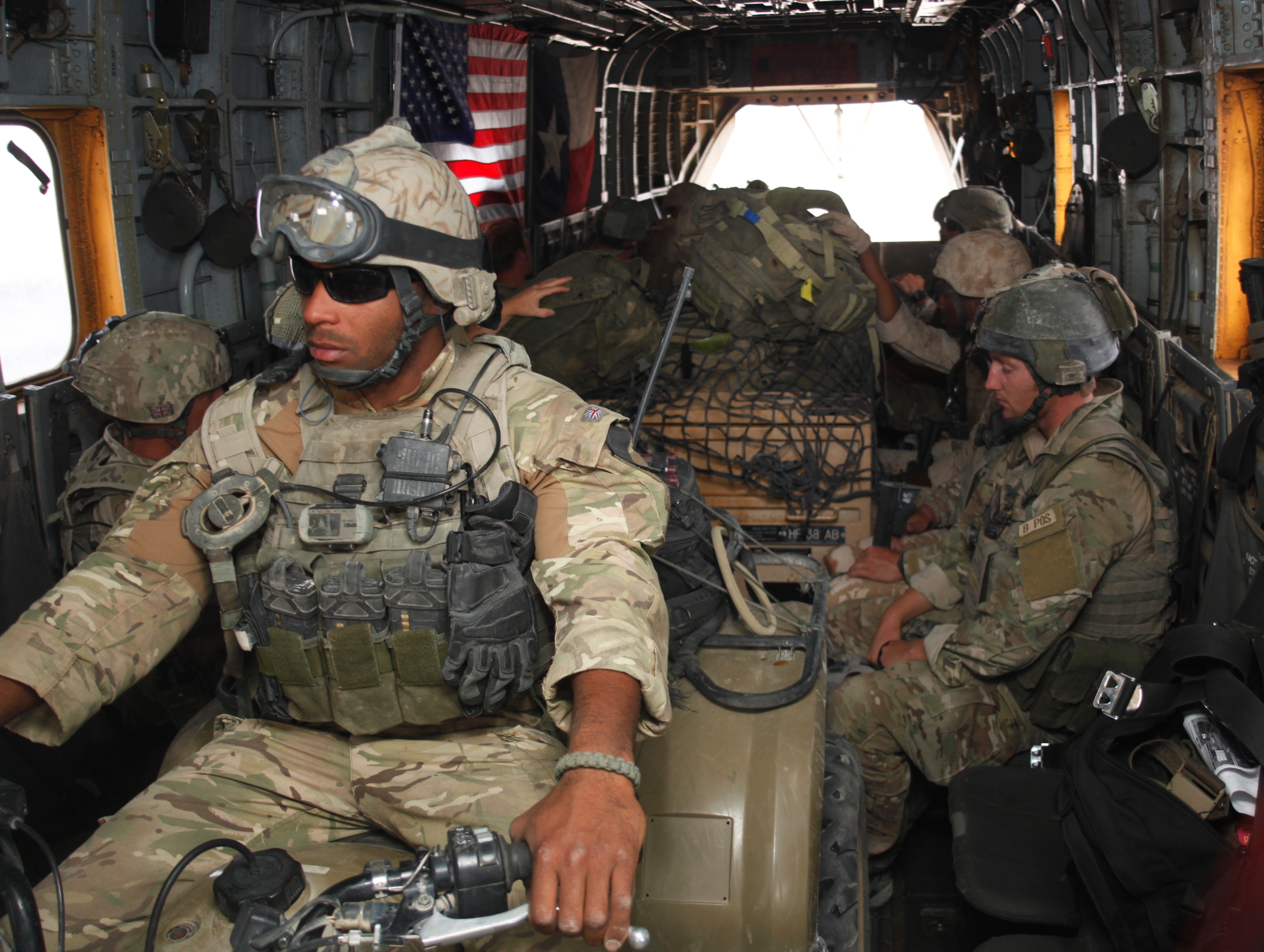
Des membres du SFSG dans un CH-53D Sea Station lors d'une mission conjointe avec l'US Marine Corps dans la province de Helmand, en Afghanistan.
27 avril 2011

Pendant la guerre en Irak, le SFSG faisait partie de la Task Force Black / Knight qui était composée d'un escadron de sabre britannique en rotation et d'un peloton de parachutistes du SFSG (également connu sous le nom de Task Force Maroon). Lors de l'incident de la prison de Bassora, un peloton du SFSG a accompagné un escadron 22 SAS à Bassorah pour aider à récupérer les deux agents du SAS détenus. Les parachutistes du SFSG ont soutenu les opérations des SAS autour de Bagdad, généralement en bouclant les zones où les SAS effectuaient leurs opérations. Fin 2005 / début 2006, le SFSG a pris part à l'opération Lightwater. Le peloton SFSG en Irak a soutenu le B Squadron 22 SAS lors de l'opération Larchwood 4, tuant un terroriste qui tentait de s'enfuir du bâtiment cible en se cachant sous une voiture. Les membres du SFSG et du SAS portaient souvent l'uniforme de combat de l'armée américaine (ACU) ou l'uniforme de camouflage du désert (DCU) pour s'intégrer lorsqu'ils opéraient aux côtés des unités américaines du JSOC. 

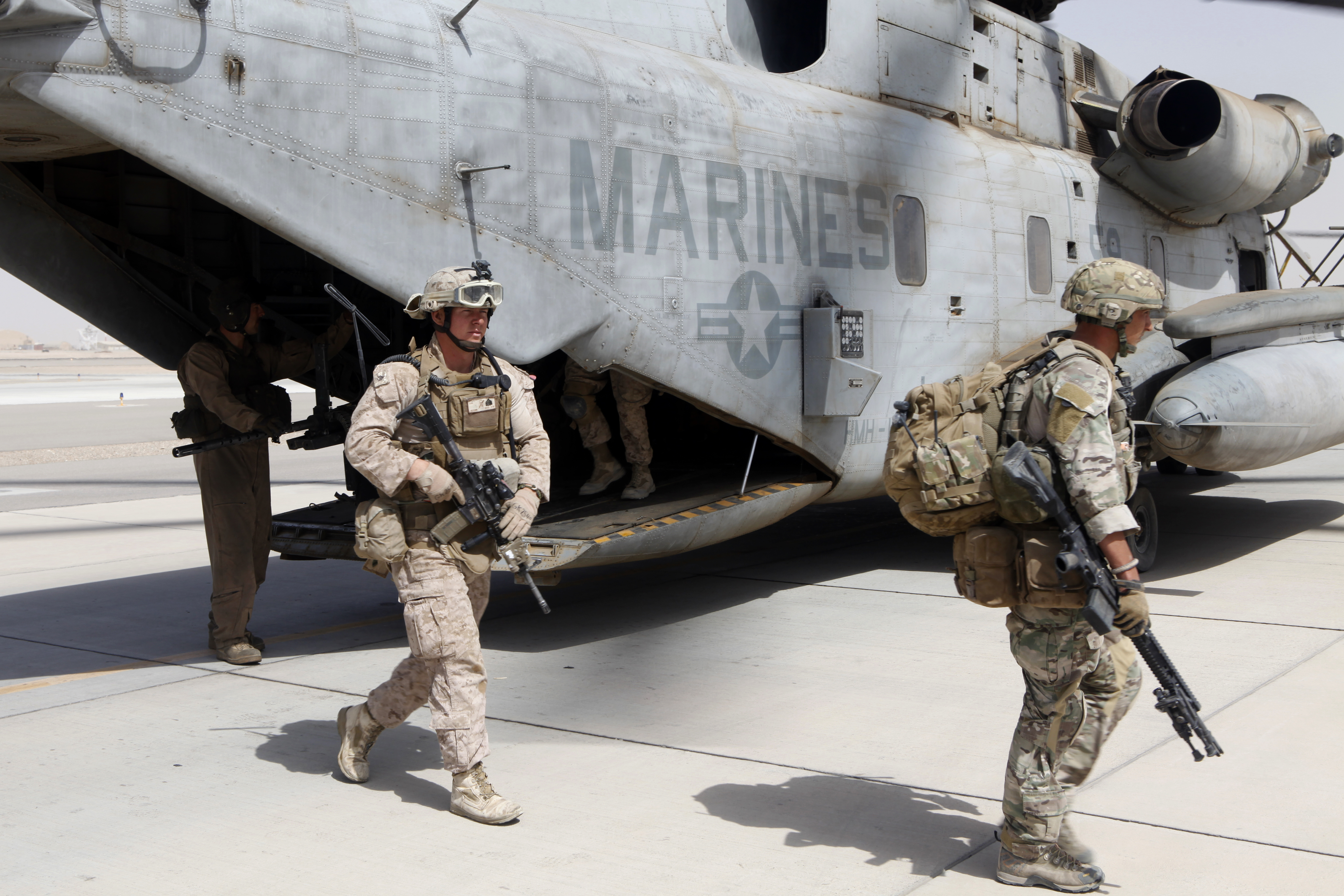
Un membre du SFSG et un US Marine débarquant d'un CH-53 Sea Stallion après une opération conjointe dans la province du Helmand 31 August 2013

Une compagnie du SFSG fut déployée en Afghanistan en 2006, en appui du SBS et du SRR, dans le cadre de l'opération Kindle, le déploiement des forces spéciales britanniques en Afghanistan (Task Force 42). Le 9 september 2009, le SBS, appuyé par le SFSG, conduisit l'opération de sauvetage de Stephen Farrell, journaliste britannique détenu en otage par les Talibans dans une maison du district Char Dara, dans la province de Kunduz. Les forces spéciales furent déposées par des hélicoptères du 160th SOAR. Le SBS donna l'assaut à la maison pendant que le SFSG sécurisait les abords. Farrell fut sauvé plusieurs talibans furent tués. Un membre du SFSG fut tué, de même que l'interprétèrent de Farrell et deux civils,,. Entre le 18 et le 19 décembre 2009, un groupe du SFSG encadra deux patrouilles de la task force afghane (ATF) 444, le groupe des opérations spéciales lors de l'opération Tor Shpa'h dans la province de Hemland.
Le SFSG a conduit des opérations avec l'United States Marine Corps dans la province du Hemland (Afghanistan). Mais ils ont aussi conduit des actions seuls (sur le modèle des US Army Rangers). Mais leur mission principale est plutôt de faire un deuxième cercle et d'apport leur support aux unités du 1er cercle.
En août 2013, The Daily Telegraph rapport que le SFSG travaillait au quotidian avec l'unité de commandos Afghans connue sous le nom de TF 444. La compagnie A était arrivée en janvier pour une mission de 6 mois et avait participé à de nombreux raids conjoints contre les talibans. Des sources du Ministère de la Défense britannique reportèrent que le SFSG et les Afghans avaient conduit un assaut en mai contre un repaire taliban après la mort de trois soldats britanniques dans une explosion à la fin avril. Les raids se poursuivirent au rythme de trois par semaine pendant les semaines qui suivirent. La force cibla aussi les chaînes d'approvisionnement à la frontière avec le Pakistan et les bases des talibans dans le centre de la province. En 2014, le SFSG maintenance encore un rhythm d'opération soutenu, des mois après l'annonce officielle du retrait des troupes britanniques.

## Création et sélection

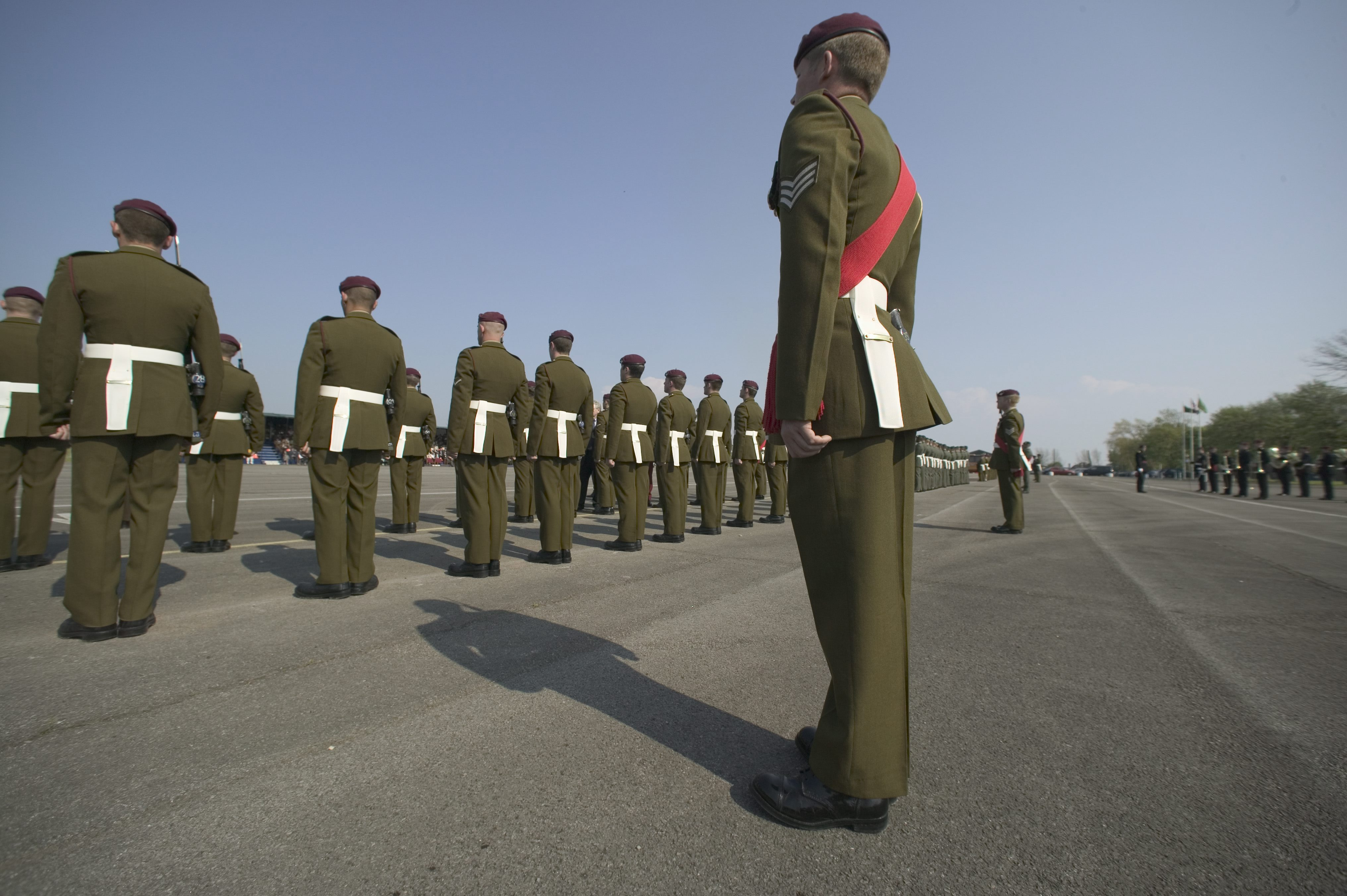
Le défilé inaugural du Groupe de soutien des forces spéciales à RAF St Athan le 11 mai 2006

La création fut décidée pour fournir un soutien d'infanterie aux forces spéciales du Royaume-Uni. Cette décision fut prise après la bataille de Tora Bora au cours de laquelle deux escadrons du Special Boat Service (SBS) ont attaqué le complexe de grottes d'Al-Qaïda. Auparavant, ce soutien était assuré sur une base ad hoc, par des unités d'infanterie aidant les équipes des forces spéciales en cas de besoin sans préparation préalable.
Le Ministère de la défense ne fait habituellement aucun commentaire sur les questions relatives aux forces spéciales, il existe donc peu d'informations vérifiables dans le domaine public.
Au cours de l'opération Barras en Sierra Leone, des soldats du 1er bataillon, The Parachute Regiment furent déployés aux côtés de soldats du Special Boat Service (SBS) et du D Squadron SAS. Cela a permis aux SAS d'attaquer le campement avec les otages tandis que les soldats du régiment de parachutistes attaquaient un deuxième campement.
En décembre 2004, la décision fut officielle de créer une unité spécialisée dans le cadre du plan de réorganisation à venir. Au départ, le projet était de créer un bataillon de Rangers, semblable aux Rangers de l'armée américaine. La formation du SFSG fut annoncée officiellement par le secrétaire d'État à la Défense de l'époque, John Reid, au Parlement le 20 avril 2006. Il a été créé pour soutenir les unités des forces spéciales britanniques dans les combats à l'étranger et dans le cadre d'opérations nationales de "contre-terrorisme". La plupart du personnel de l'unité sont des soldats du régiment de parachutistes, des commandos des Royal Marines et du régiment de la RAF. Tous les soldats sélectionnés pour le SFSG ont réussi le cours de sélection de la P compagnie organisé par le régiment de parachutistes ou le cours de commando des Royal Marines ou le cours de sélection du régiment de la RAF. Les artilleurs des Royal Marines et de la RAF proviennent de tous leurs corps respectifs.

## Organisation
- Groupe de soutien des forces spéciales [21],[22]
  - HQ
  - Compagnie D (HQ)
    - Bureau d'administration régimentaire
    - Quartermasters
    - Poste de secours du régiment
    - Peloton de restauration
    - Peloton de transport motorisé
    - Unité de préparation opérationnelle 
      - Cellule de formation générale
      - Cellule de lutte contre le terrorisme
      - Cellule de formation aux opérations
      - Cellule de gestion des incidents

  - Compagnie A
  - Compagnie B
  - Compagnie C
  - Compagnie F
  - Compagnie G
    - Groupe d'appui-feu 1
    - Groupe d'appui-feu 2
    - Groupe d'appui-feu 3
    - Groupe d'appui-feu 4
    - Peloton de tireurs d'élite

  - Compagnie de support
    - Section des transmissions
    - Peloton de mortiers
    - Peloton de patrouille[20]
    - Contrôleurs aériens tactiques interarmées (du régiment de la RAF)

Les éléments des Royal Marines comprennent environ un peloton dans chacune des compagnies A, B et C. Le régiment de la RAF fournit également un peloton en compagnie B et des contrôleurs aériens avancés pour diriger l'appui aérien. La compagnie de soutien comprend des pelotons de mortier, de tireurs d'élite et de patrouille. Le peloton de patrouille utilise des véhicules, dont le Jackal.
Il existe également une unité NRBC du Régiment de la RAF affectée au SFSG pour fournir des connaissances spécialisées et des capacités aux militaires en matière de détection et de manipulation d'armes et de matériaux chimiques, biologiques et radiologiques / nucléaires.

## Distinctions uniformes
Les membres du SFSG portent l'insigne de béret de leur unité d'origine, mais l'insigne d'épaule de l'unité, un éclair surimposé sur un Excalibur pointant vers le bas, est porté sur la manche droite.